# Резоареле (Келераш)
Резоареле (рум. Răzoarele) — село у повіті Келераш в Румунії. Входить до складу комуни Іляна.
Село розташоване на відстані 46 км на схід від Бухареста, 63 км на північний захід від Келераші, 146 км на південний захід від Галаца.

## Населення
За даними перепису населення 2002 року у селі проживали 165 осіб. Усі жителі села рідною мовою назвали румунську.
Національний склад населення села:
| Національність | Кількість осіб | Відсоток |
| -------------- | -------------- | -------- |
| румуни         | 159            | 96,4%    |
| цигани         | 6              | 3,6%     |